# Cantón de Arlanc
El cantón de Arlanc era una división administrativa francesa, que estaba situada en el departamento de Puy-de-Dôme y la región de Auvernia.

## Composición
El cantón estaba formado por nueve comunas:
- Arlanc
- Beurières
- Chaumont-le-Bourg
- Doranges
- Dore-l'Église
- Mayres
- Novacelles
- Saint-Alyre-d'Arlanc
- Saint-Sauveur-la-Sagne

## Supresión del cantón de Arlanc
En aplicación del Decreto nº 2014-210 de 21 de febrero de 2014, el cantón de Arlanc fue suprimido el 22 de marzo de 2015 y sus 9 comunas pasaron a formar parte del nuevo cantón de Ambert.